# 耶律燕哥 (辽圣宗)
耶律燕哥（990年—11世纪），辽圣宗长女，母萧贵妃。
四五岁时，生母即逝世。耶律燕哥封随国公主，进封秦国公主。统和三十年（1012年），特封梁国公主，下嫁萧匹里。她和萧匹里的墓志均称有五子六女，长女蕭三蒨为辽兴宗的第一任皇后。辽兴宗时，耶律燕哥封宋国长公主。
她与丈夫的合葬墓在今河北省平泉县北五十家子镇（原蒙和乌苏乡），已被盗。在2012年的的抢救性考古发掘中，发现夫妻二人的墓志。

## 生母相关
《辽史》仅称其母为贵妃，姓氏不详。2012年，因耶律燕哥的墓志被现，得知其母为萧贵妃。有现代研究者推论，耶律燕哥生母、萧贵妃即是其父辽圣宗第一任皇后——废后萧氏，更推测耶律佛宝奴是耶律燕哥兄长、萧废后之子，但萧废后是在1001年因罪降为贵妃。与她早逝的生母决非一人。
《辽史·卷七十一·列传第一》中的记载：其父第三位皇后钦哀皇后“入宫。尝拂承天太后榻，获金鸡，吞之，肤色光泽胜常。太后惊异曰：“是必有奇子！”已而生兴宗。”。钦哀皇后于开泰五年（1016年）生长子兴宗耶律宗真，他是辽圣宗名义上的长子，和同母弟耶律宗元应该是辽圣宗最年幼的两个儿子。《辽史·卷六十五·表第三》所记，辽圣宗有十四个女儿，钦哀皇后所生长女耶律巖母菫为圣宗第二女，次女耶律槊古为圣宗第三女。辽圣宗第十三女耶律賽哥的成婚年份约在统和十九年（1001年）。耶律燕哥和两位异母妹妹，是否因生母身份，而排行靠前，无从得知。
另《辽史·志第七·地理志一》所记录的头下军州中，成州为三女耶律槊古所建。抚州可能是为次女耶律巖母菫所建。懿州则为辽圣宗女燕国长公主所建，而辽圣宗剩余的女儿中，未有记录封为燕国长公主者。

## 备注
1. 1 2  郭宝存、祁彦春文章[1]中提供的耶律燕哥墓志拓片，有“公主始四五岁失贵妃”句。